# Eugenio Quarti
Eugenio Quarti, né le 28 mars 1867 à Villa d'Almè et mort le 4 février 1929 à Milan, est un ébéniste italien du XIXe siècle  et XXe siècle.

## Biographie
Eugenio Quarti est né à Villa d'Almè, un petit village dans la province de Bergame, d'une famille d'artisans menuisiers. En 1881, à l'âge de 14 ans, il est envoyé à Paris par son père, pour apprendre des nouvelles techniques et élargir ses horizons. En 1886, il retourne en Italie et il s’installe à Milan où il travaille pendant une courte période, avec Carlo Bugatti, puis il ouvre son propre atelier, via Donizetti 3 .
Ses premières œuvres sont fortement marquées par le style mauresque de Bugatti, mais déjà à l’occasion de l'exposition de Turin de 1898, on peut remarquer les premiers signes de l’Art nouveau et son style personnel. Quarti a toujours été attentif à la qualité et l'originalité de ses réalisations, et très sensible à toutes les formes d'art. Il réalisait son mobilier principalement en noyer, avec des incrustations en nacre et des applications métalliques. Il développe au fil du temps une élégance harmonieuse du décor, avec des motifs très fins, en utilisant des essences de bois précieux et des incrustations de haute qualité avec des matériaux nobles tels que l’argent, le cuivre, le bronze, l’étain, etc., grâce à cette caractéristique il a été appelé «l'orfèvre des ébénistes." 
En 1900, il participe à l'Exposition internationale de Paris, où il reçoit le "Grand Prix" du jury. Ensuite il participe à de nombreuses expositions comme celle de Turin en 1902 et de Milan en 1906 où il reçoit le "Grand Prix royal" et "La Médaille d'or" .
Eugenio Quarti a travaillé avec les architectes de son temps (Giuseppe Sommaruga, Luigi Broggi (en), Alfredo Campanini (it), etc.) ainsi qu'avec les artistes artisans de son temps comme Alessandro Mazzucotelli. Il a également travaillé comme décorateur d’intérieur, en créant des meubles et des objets qui reflétaient la personnalité du commanditaire pour des bâtiments publics et privés. Ce fut lui qui conçut le mobilier pour Palazzo Castiglioni (en) à Milan, Villa Carosio à Baveno, le Grand Hôtel et le Casino de San Pellegrino Terme, le Hungaria Palace Hôtel au Lido (Venise). Une de ses œuvres les plus importantes est le mobilier du « Bar Camparino », maintenant connu sous le nom « Bar Zucca » situé à l'entrée de la Galleria Vittorio Emanuele à Milan. Il aimait aussi travailler sur des commandes moins importantes telles que les meubles pour la Villa Mariani à Bordighera résidence du peintre Pompeo Mariani. Même si ses activités principales étaient l'ébénisterie et la décoration d'intérieur, il aimait aussi l'enseignement au point de devenir le Directeur de l'atelier d’art appliqué pour le bois, de la Société Umanitaria.
Il fut l'un des grands ébénistes italiens du XXe siècle et certains de ses meubles sont exposés dans divers musées du monde entier comme le Musée des Arts Décoratifs du Castello Sforzesco à Milan, le musée d'Orsay à Paris, le musée Wolfsonian de Miami, etc. À sa mort en 1929, son fils Mario Quarti (1901-1974) hérite de l'entreprise de son père, il la restructure et dans les années trente la société "Quarti - Mobili d’arte" compte environ 200 personnes.

## Distinction
: il est fait Chevalier de l'Ordre du Mérite du travail (Italie) le 8 septembre 1907.

## Galerie photographique

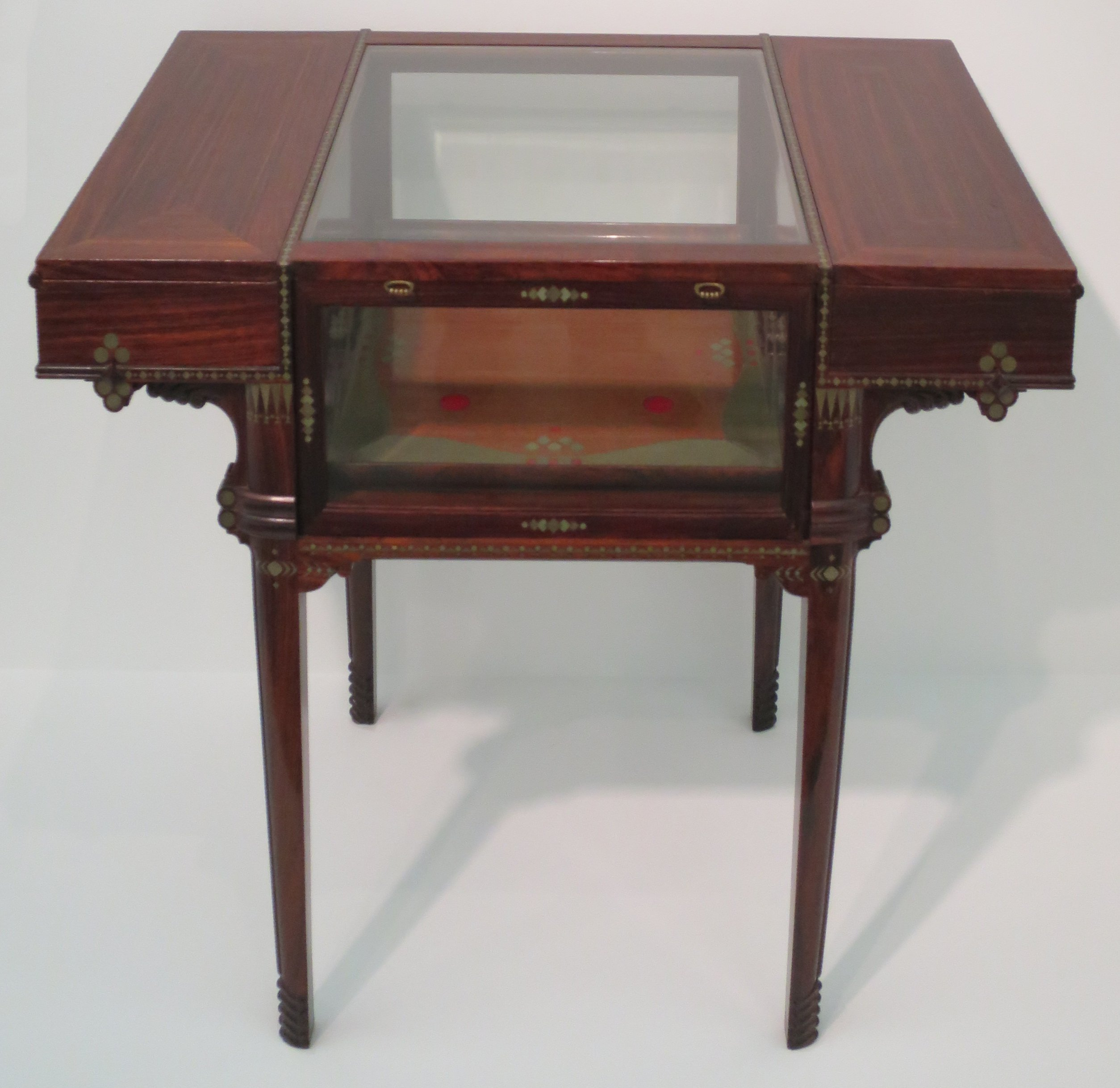
Table (1914-15) de Eugenio Quarti, Wolfsonian-FIU Museum (USA)
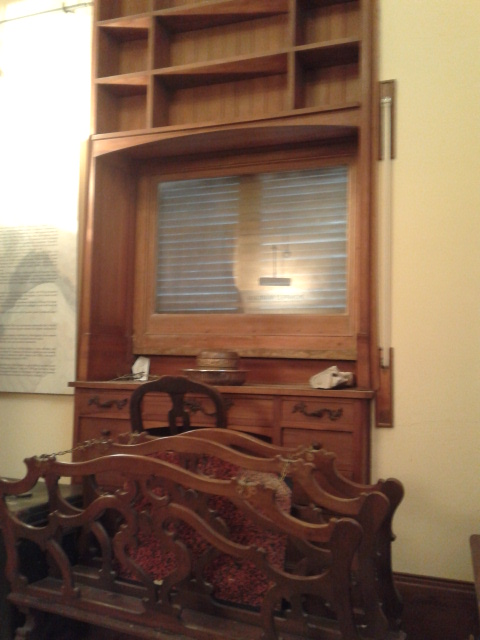
Bibliothèque réalisée par Eugenio Quarti pour la "Specola" de Villa Mariani à Bordighera